# Heuliez Bus
Heuliez Bus es un fabricante de autobuses francés fundado en 1979, filial del grupo CNH Industrial desde 2013. Heuliez Bus proviene del antiguo grupo francés Heuliez. Todos los modelos producidos por la marca desde 2022 son eléctricos.
Formó parte del grupo Henri Heuliez, es una marca del Grupo Iveco y está especializada en la fabricación de autobuses y autocares.

## Historia

### Orígenes
Fue Adolphe Heuliez quien creó su propio negocio de herrería, pero fue su hijo Louis quien le dio su especialidad: la fabricación de carros ingleses, que más tarde traerían al Grupo Heuliez su emblema: el Carriole. En 1923, Louis sucedió a su padre y se distinguió por perfeccionar un nuevo proceso para engomar las ruedas de los carros con llantas de hierro, un proceso técnico que tuvo cierto éxito en ese momento. En 1925, la carrocería Heuliez realizó su primera aplicación automotriz con una carrocería familiar basada en un chasis Peugeot 177B.
Heuliez Bus ha desarrollado muchos tipos de vehículos de transporte público y obtuvo el reconocimiento de Mercedes-Benz O305 (rígido) y O305 G (articulado) con otros delanteros y traseros, identificados como Heuliez. Alrededor de 600 de cada tipo operaron en Francia entre 1975 y 1995.
En 1982, la empresa comenzó a construir el GX 17, un minibús basado en el Renault Master . Después de eso, en la década de 1980, colaboró con Renault para desarrollar el GX 107 y el GX 187 y construyó el GX 44, para la autoridad de transporte público de Nantes, que se basa en un O305; y el GX 113, en concreto para la ciudad de Marsella.
En la década de 1980, Heuliez Bus y Renault desarrollaron el "Mégabus" (oficialmente, el Heuliez GX237), que era un autobús biarticulado de piso alto basado en el Renault PR180.2. Diez de estos autobuses se construyeron en 1989 para Burdeos y se utilizaron hasta que se inauguró el sistema de tranvías en 2004.
En 1990, Heuliez Bus fabricó el midibús GX 77H (la H significa Heuliez), y en 1994, el autobús de piso bajo GX 317, construido sobre un chasis Renault. De 1995 a 2001, su colaboración con Volvo condujo al diseño y producción de los modelos GX 217 y GX 417.
El midibús GX 117, el sucesor del 77H, se lanzó en 1999. A partir de 2012, con un importante rediseño, se vende como GX 327. GX 127 y GX 127L están en la etapa de planificación. 
El producto más nuevo, diseñado para Clermont-Ferrand, es el GX 427. Aunque su versión de GNC fue rechazada, es la versión gemela y articulada del Irisbus Citelis 18.
En Francia, los autobuses producidos por la empresa tienen las marcas "Heuliez Bus"; en otros lugares se les conoce como "Irisbus". La empresa fabricó 13 439 autobuses entre 1985 y 2006.
Entre otras cosas, desde 2002 Heuliez Bus fabrica el Irisbus Civis y el Irisbus Cristalis en nombre de la unidad de negocio de Iveco Bus.
En 2008, la empresa obtuvo unos ingresos de 118,1 millones de euros y empleaba a unos 450 empleados en su fábrica de Rorthais.

### Lanzamiento
En 1932, Heuliez fabricó el primer autocar de la marca, fabricado con estructura de madera.
La consagración llega en 1949 con la primera participación de Heuliez en el Salón del Automóvil de París. Presentó un autocar de gran turismo basado en el Citroën P 45. A partir de esa fecha, Heuliez continuó produciendo autocares basados en varios chasis de fabricantes franceses (el mercado francés estaba cerrado a la competencia extranjera) pero también interviene para pedidos privados de carrocerías industriales de pequeña Serie para vehículos publicitarios.
En 1970, Heuliez se estructuró en varias divisiones independientes, entre ellas: diseño, fabricación de automóviles de serie pequeña y la división de autocares y autobuses. Desde finales de los años 60 y hasta 1985, Heuliez mantuvo una estrecha colaboración con Mercedes-Benz para la fabricación en Francia de los clásicos y articulados autobuses con remolque "O 305", destinados al mercado francés (una forma inteligente de sortear el cierre del mercado nacional a la competencia). Heuliez también continúa fabricando carrocerías especiales para vehículos policiales y militares.

### La venta de Heuliez Bus varias veces
Bajo la presión de Renault, que siempre se ha negado a que un carrocero como Heuliez pueda producir autocares y autobuses con componentes extranjeros y comercializarlos en Francia a un coste inferior al de sus producciones, Heuliez reacciona y crea una filial independiente, Heuliez Bus, cuya Renault (RVI) será un accionista minoritario al principio, luego tomará el control en 1991, durante el intento fallido de fusión entre Renault y Volvo. Renault compró la participación de Volvo en 1998 para luego permitirle negociar con Iveco por su participación igual cuando se creó Irisbus. Renault se vio obligada por la Unión Europea a abandonar el sector de autocares/autobuses en 2001 [ref. deseado], y vendió todas sus acciones en Irisbus a Iveco, que integrará a Heuliez en su grupo.
En 2013, tras una reorganización del grupo Fiat (entonces empresa matriz de Iveco), Heuliez Bus e Iveco se convirtieron en filiales del grupo CNH Industrial. Esta reorganización permite a Heuliez desarrollarse internacionalmente bajo su propia marca (la marca Heuliez se vendía anteriormente bajo la marca Irisbus en el mercado exterior).

### Integración en Iveco
En 2019, el grupo CNH anunció su intención de separar sus actividades no viarias de las viarias. Estos últimos, tras un intento fallido de venta al grupo FAW Jiefang, finalmente se agruparon en un holding que tomó el nombre de Iveco Group. La escisión tuvo lugar en enero de 2022, con una salida a bolsa difícil. 
El 11 de mayo de 2021, Heuliez Bus anuncia el traspaso de sus equipos comerciales a Iveco Bus. El grupo también anuncia su especialización en la producción de autobuses eléctricos, posicionándose como un centro de excelencia en electromovilidad, gracias a su planta de Rorthais y todas sus instalaciones industriales, incluida su pista de pruebas integrada en su planta. A partir de 2022, solo permanecerán en el catálogo los motores eléctricos.

### Evolución del logotipo

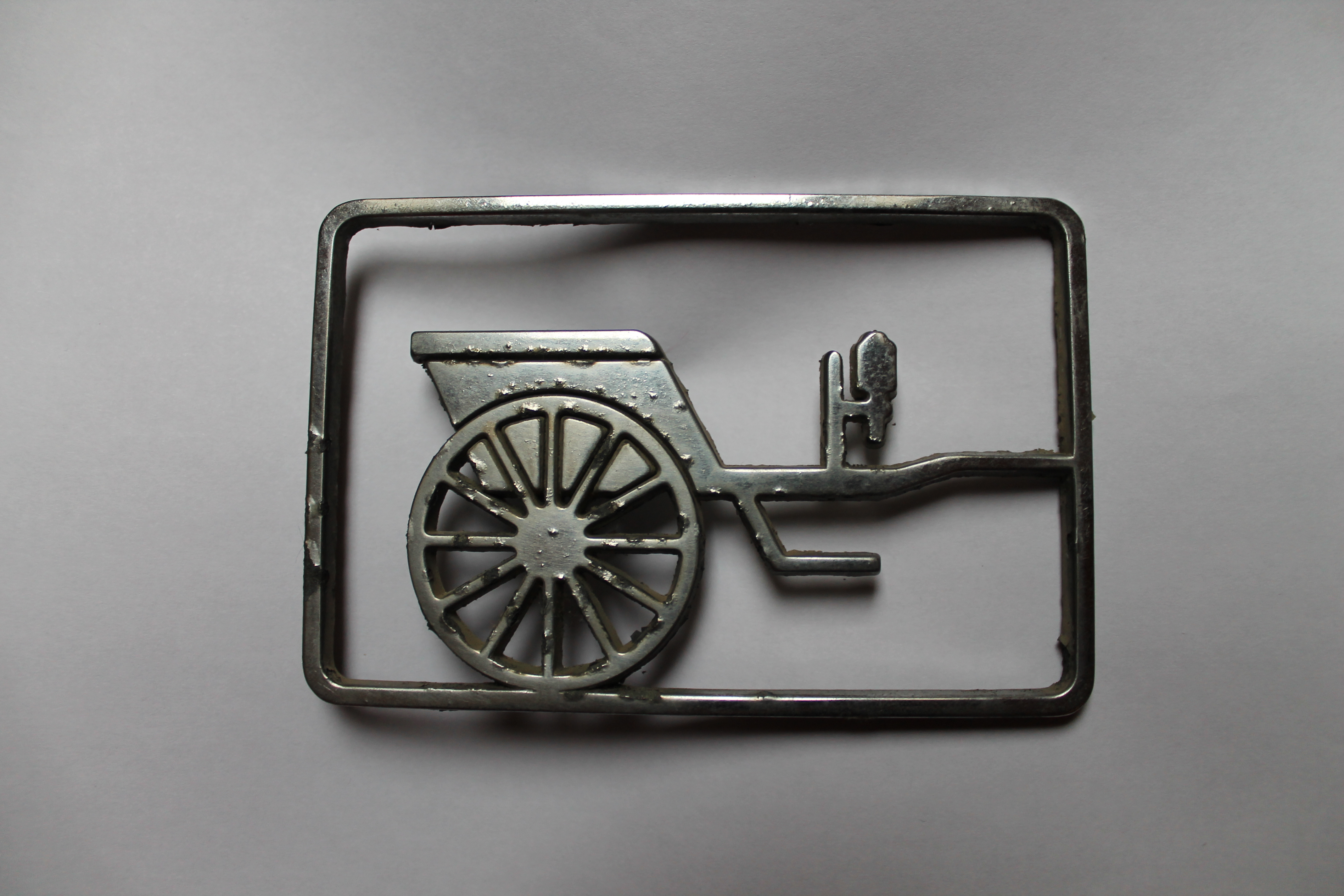
Primer logotipo
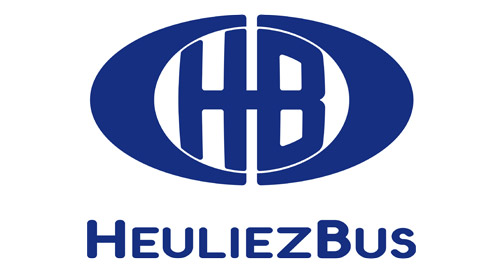
Anterior segundo logotipo
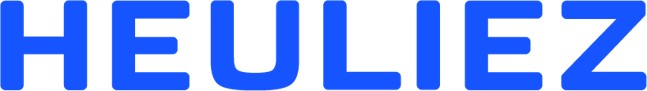
Logo actual

## Los vehículos

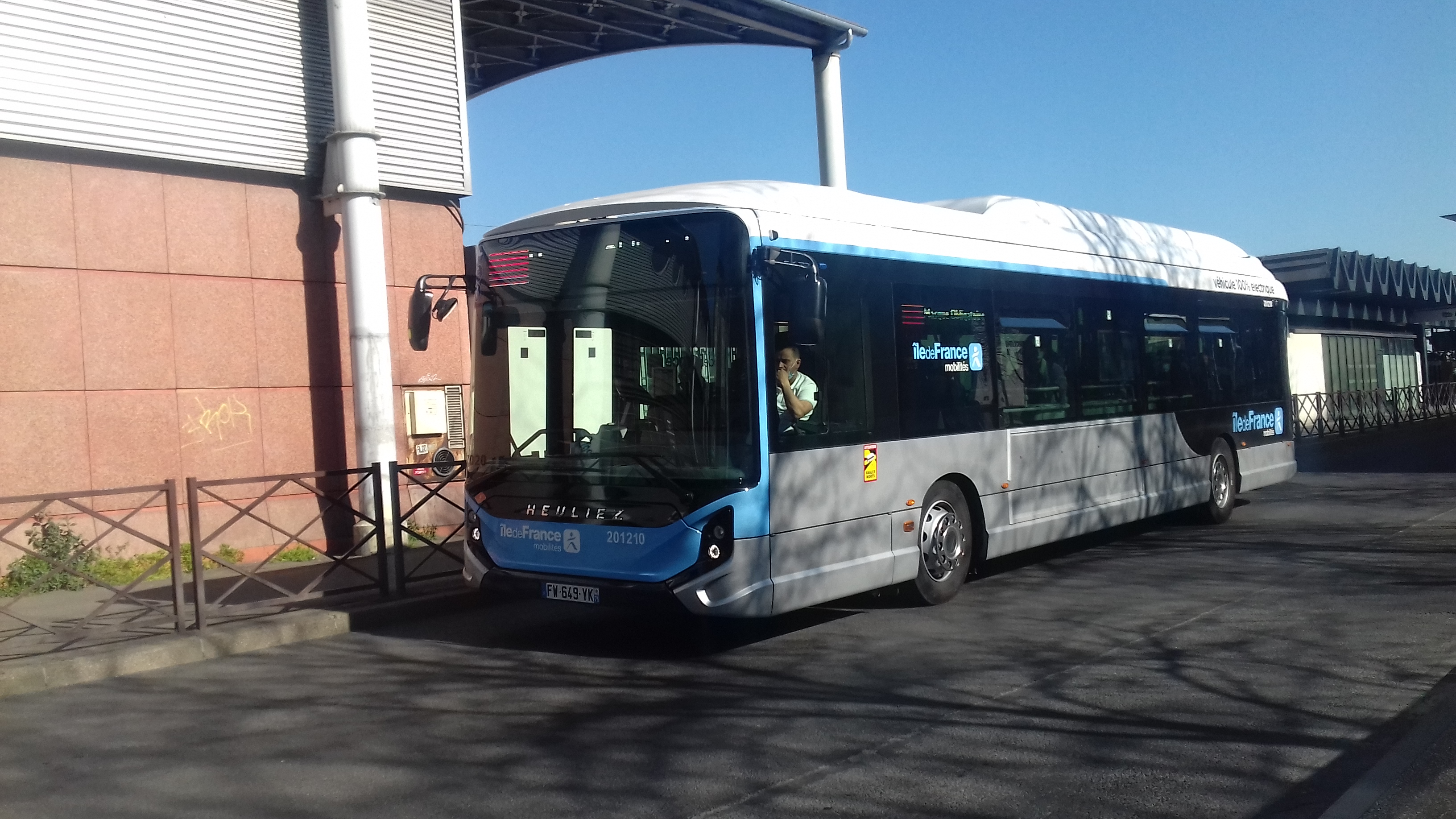
Un Heuliez GX 337 eléctrico con la nueva parte delantera lanzada en 2020.

Desde la creación de Irisbus en 1999, Heuliez Bus se ha convertido en una filial del grupo Irisbus manteniendo cierta independencia manteniendo su marca. Desde 2001 y la integración pura y simple de Irisbus en el grupo Iveco tras la adquisición por parte del grupo Fiat de la participación de RVI en Irisbus, Heuliez sigue siendo una simple filial del grupo italiano. Todos los modelos desde esa fecha se han construido sobre una base Iveco. La marca Heuliez se reserva para el mercado francés, pero se convierte en Iveco Bus para la exportación. Heuliez Bus produjo 13.439 autobuses entre 1985 y 2006.
En enero de 2011, la fábrica de Heuliez Bus en Rorthais dejó de fabricar los trolebuses Irisbus Cristalis ETB 12 y 18, Alstom dejó de suministrar cadenas de tracción a Iveco.

## Los modelos en una galería.

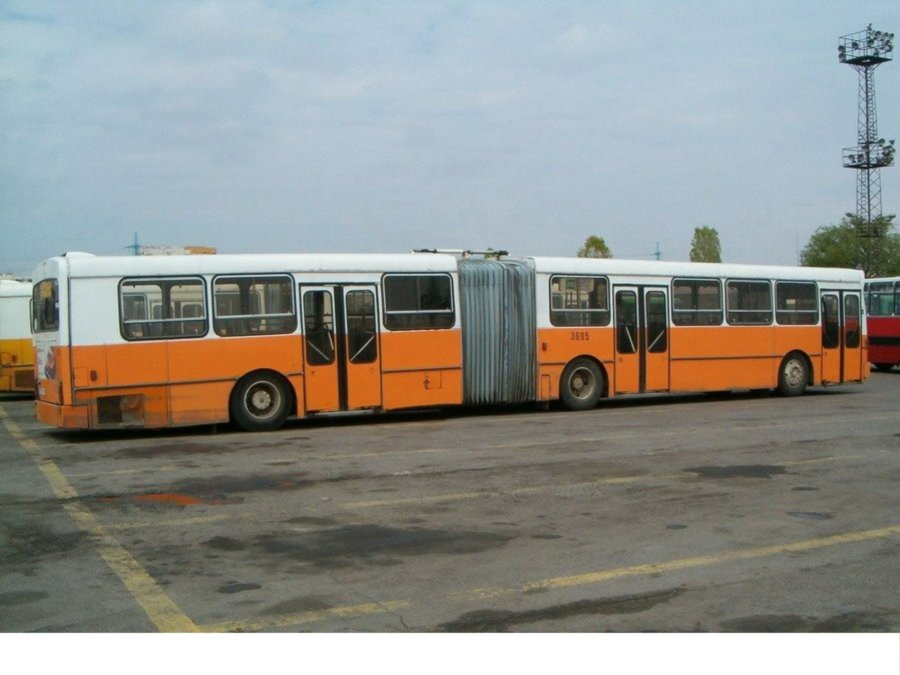
Heuliez O305G (Mercedes-Benz O 305)
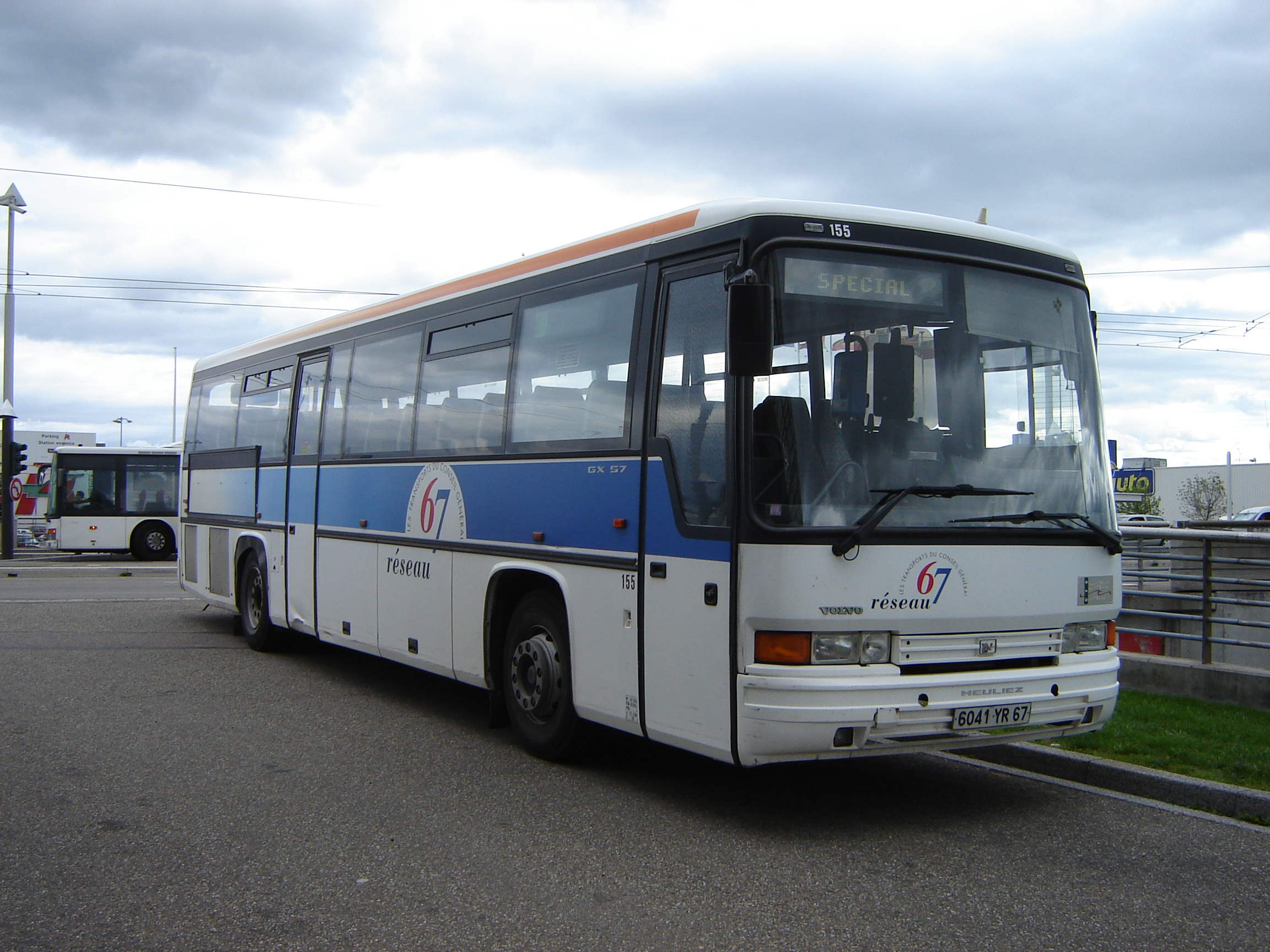
Heuliez GX 57
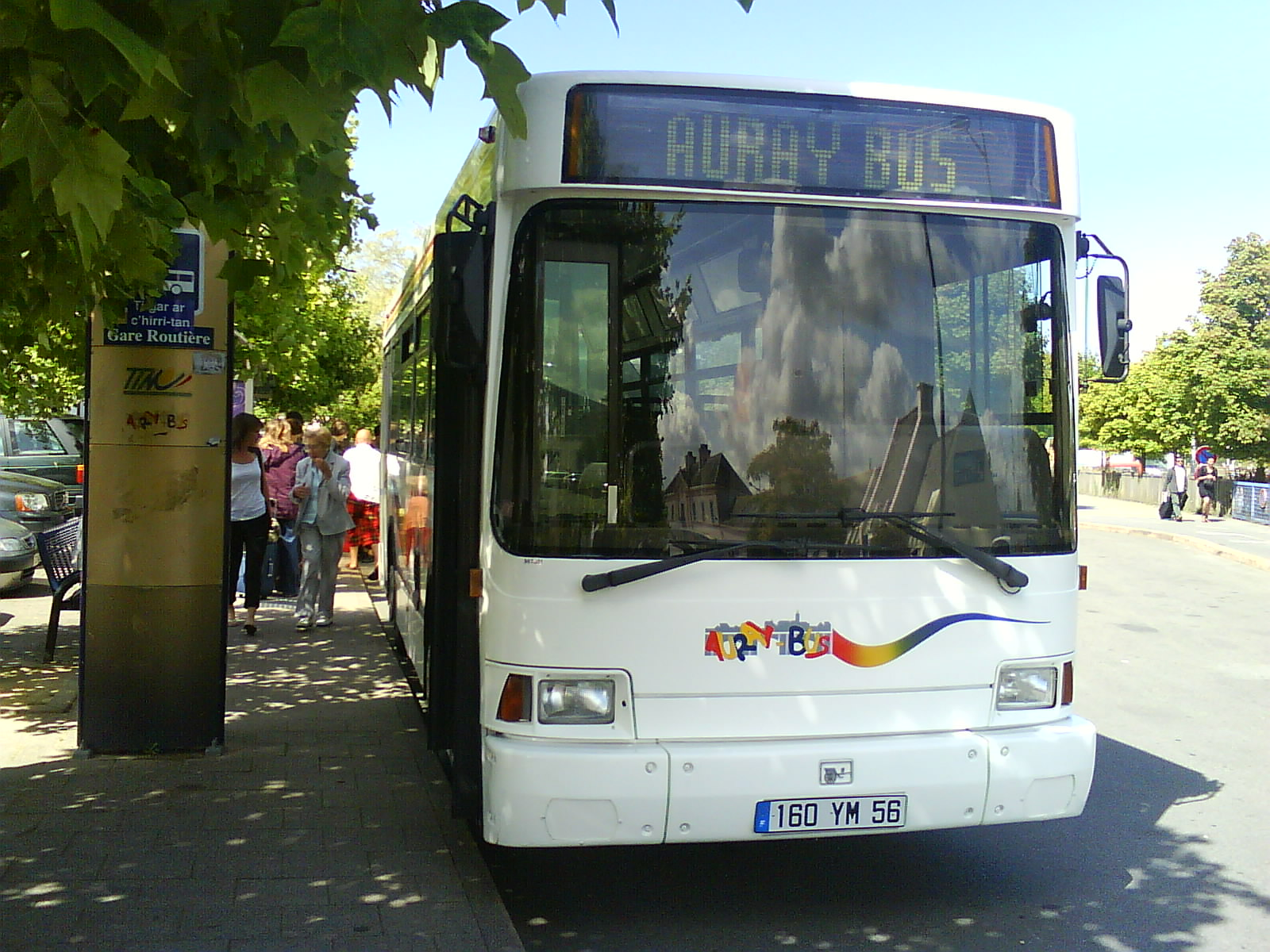
Heuliez GX 77H
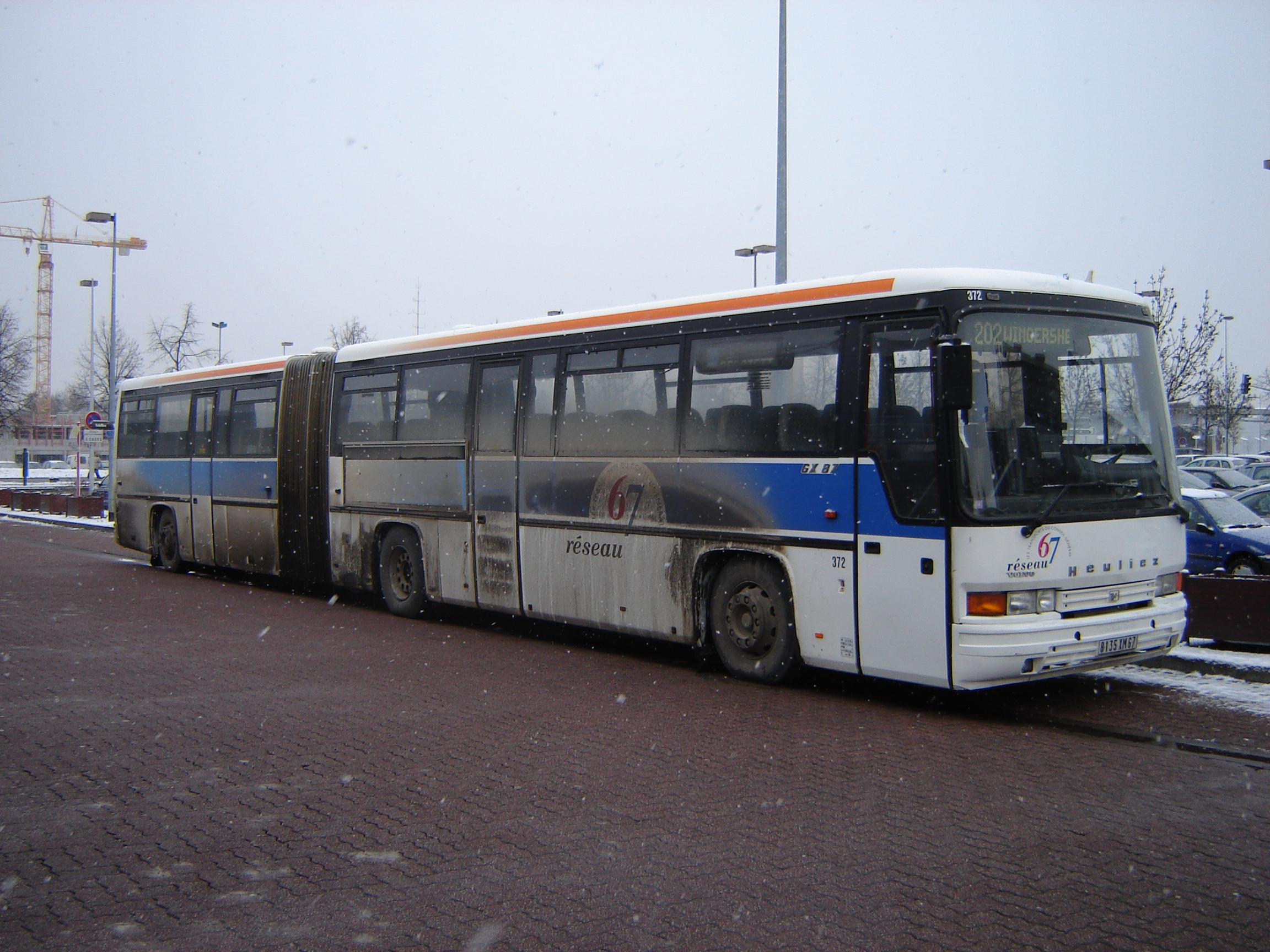
Heuliez GX 87
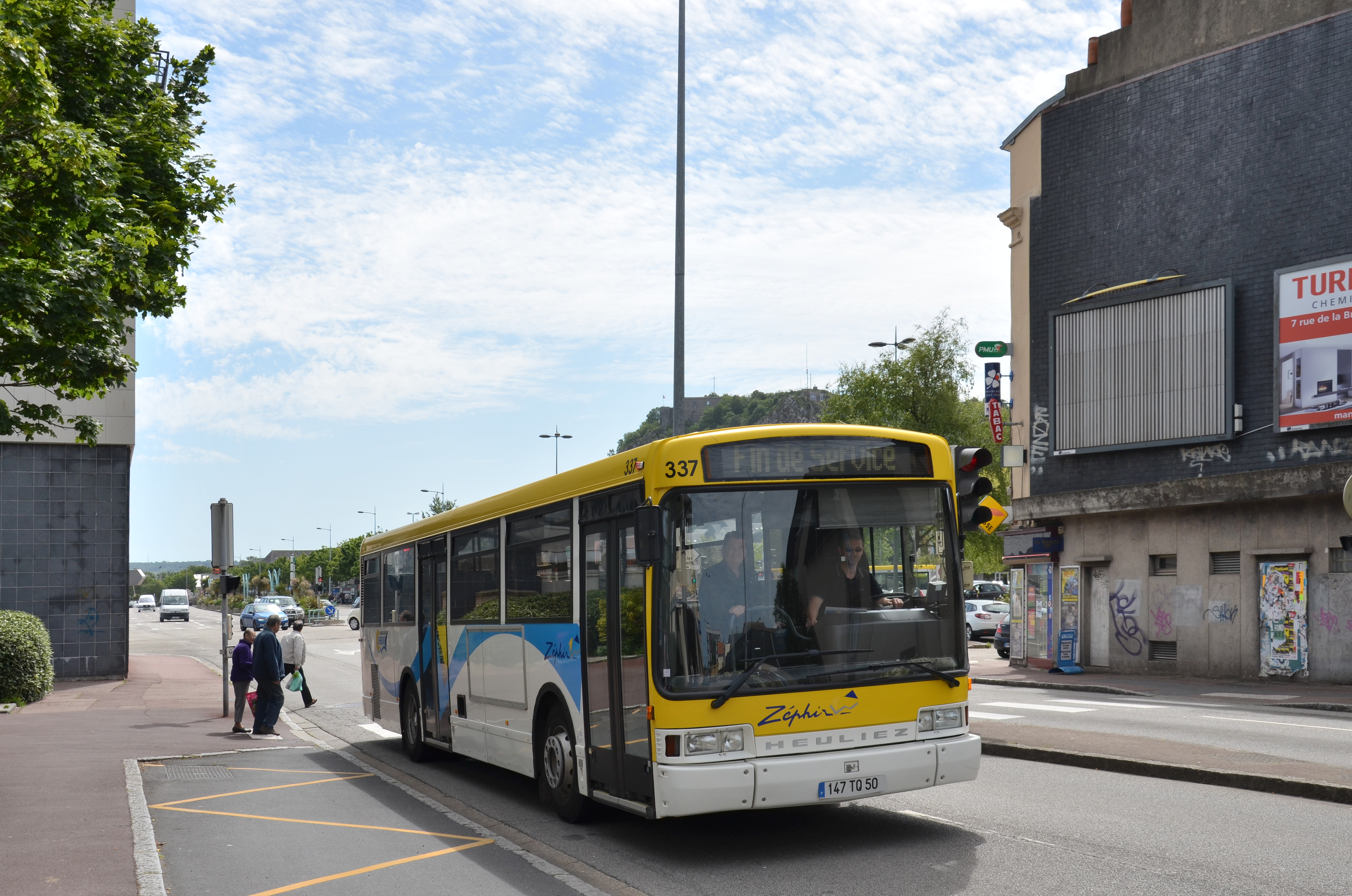
Heuliez GX 107
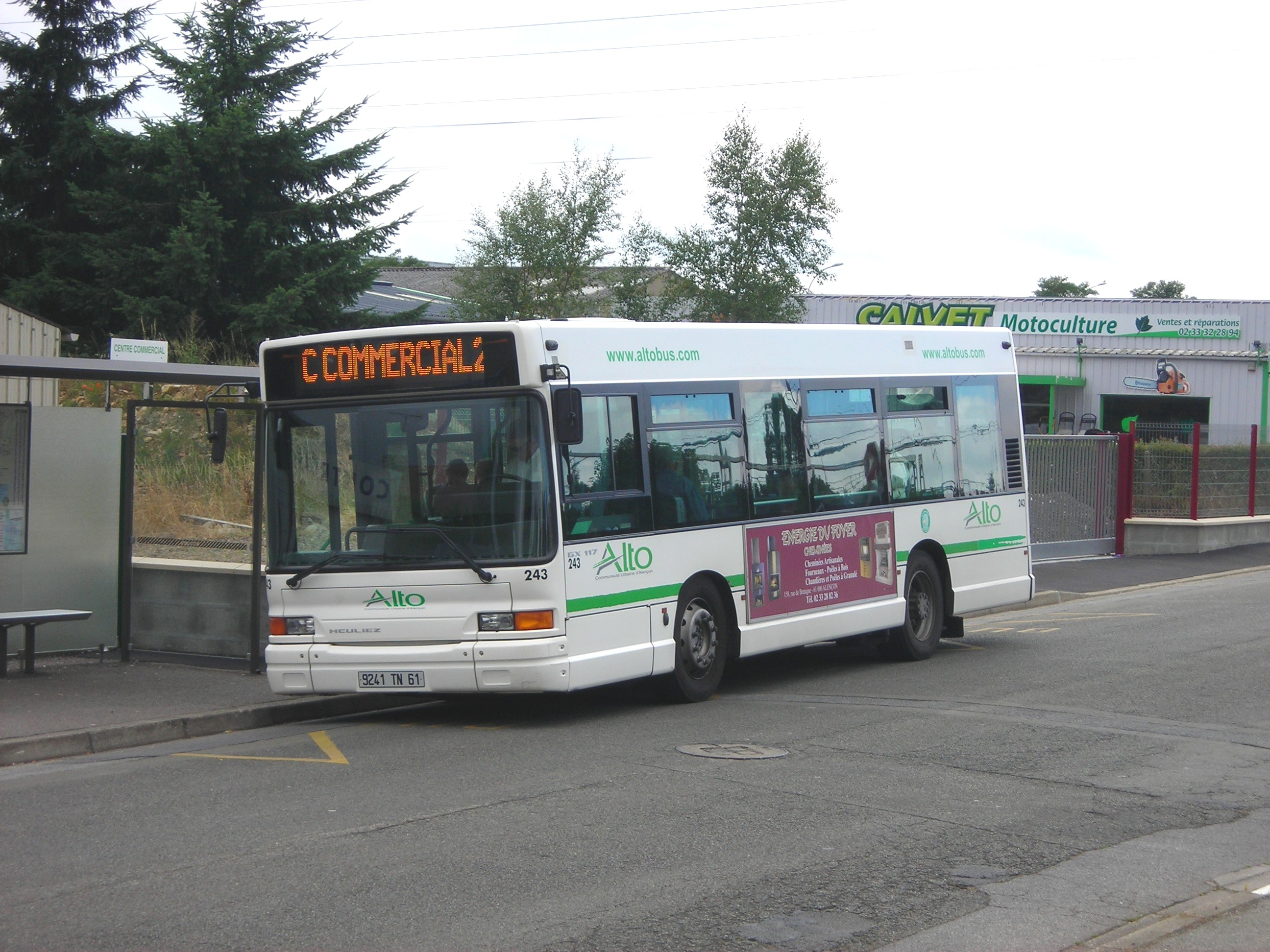
Heuliez GX 117
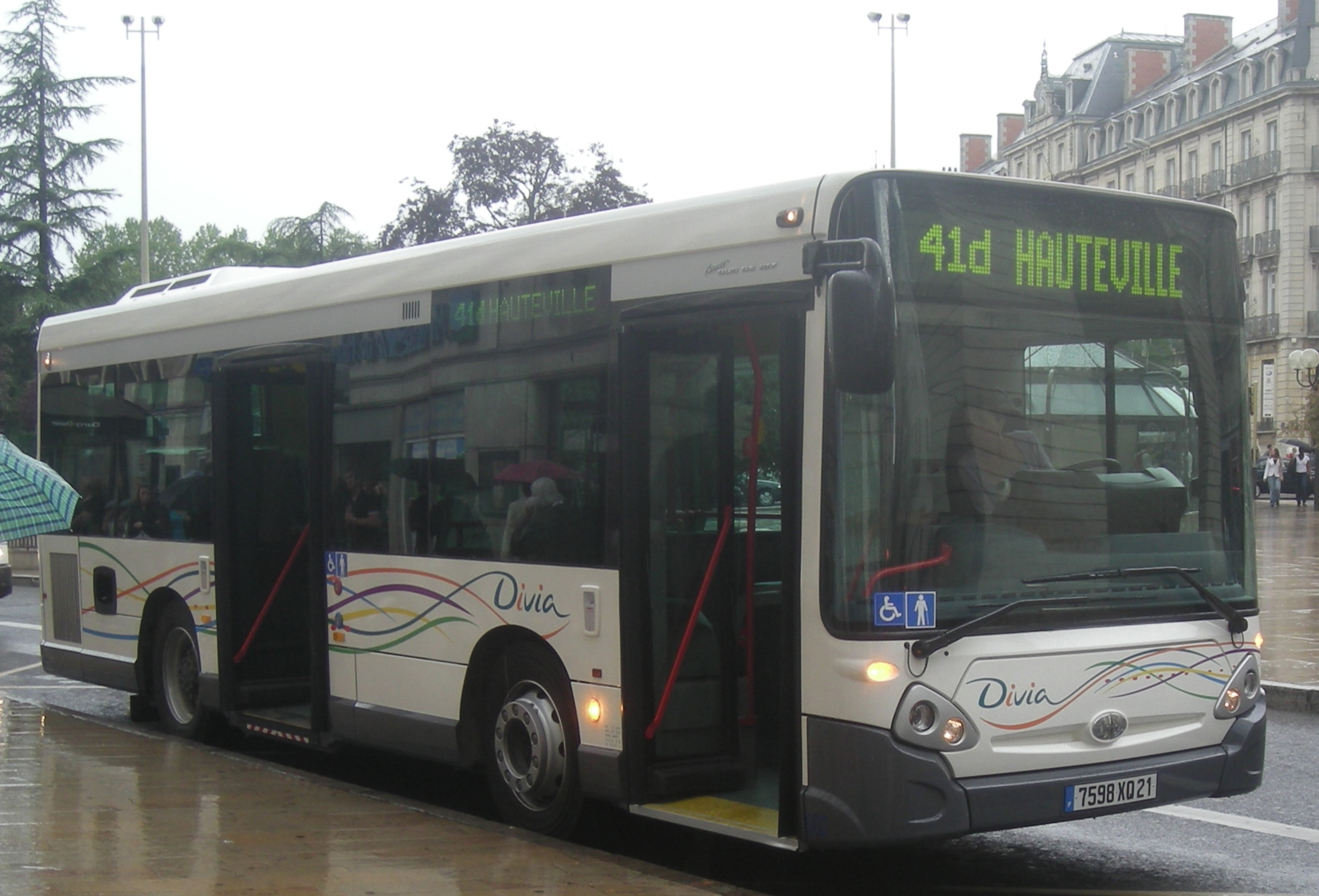
Heuliez GX 127
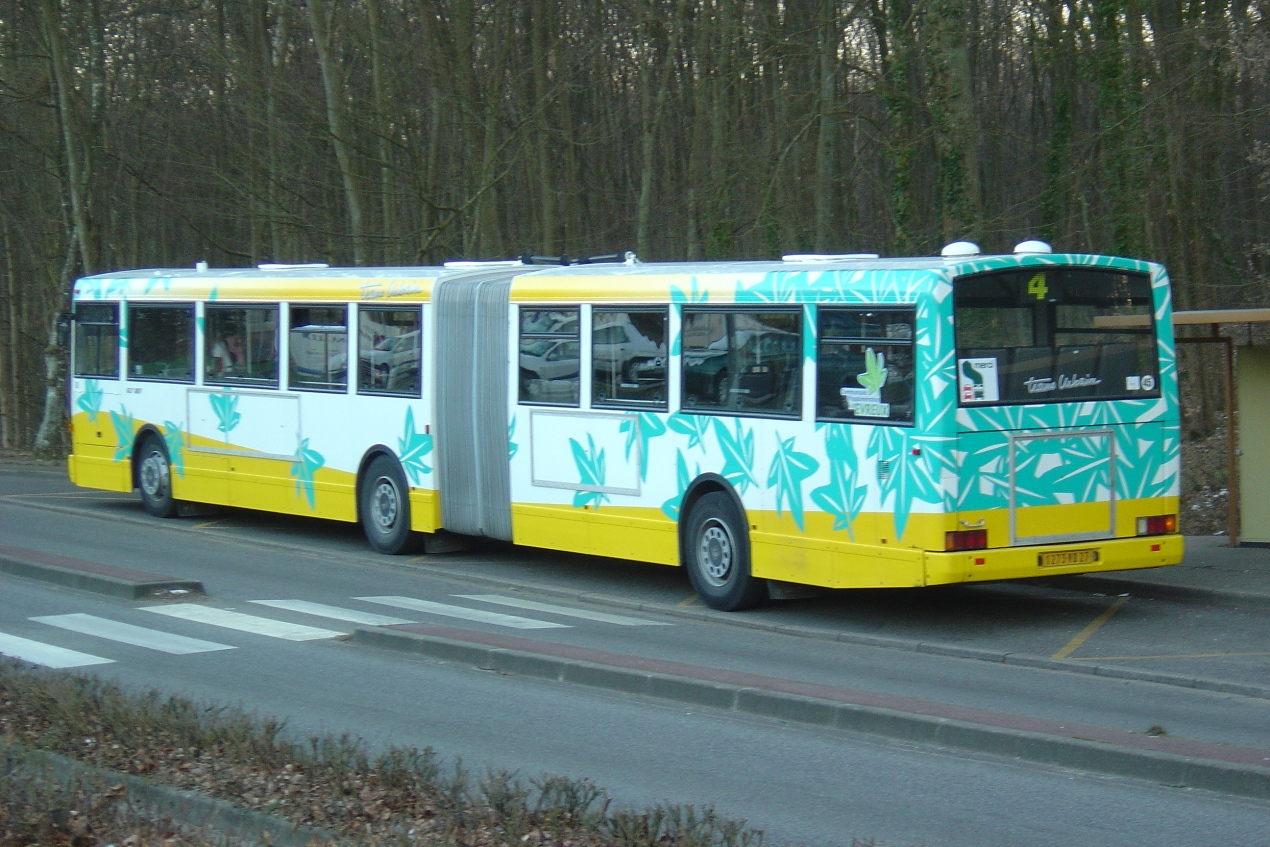
Heuliez GX 187
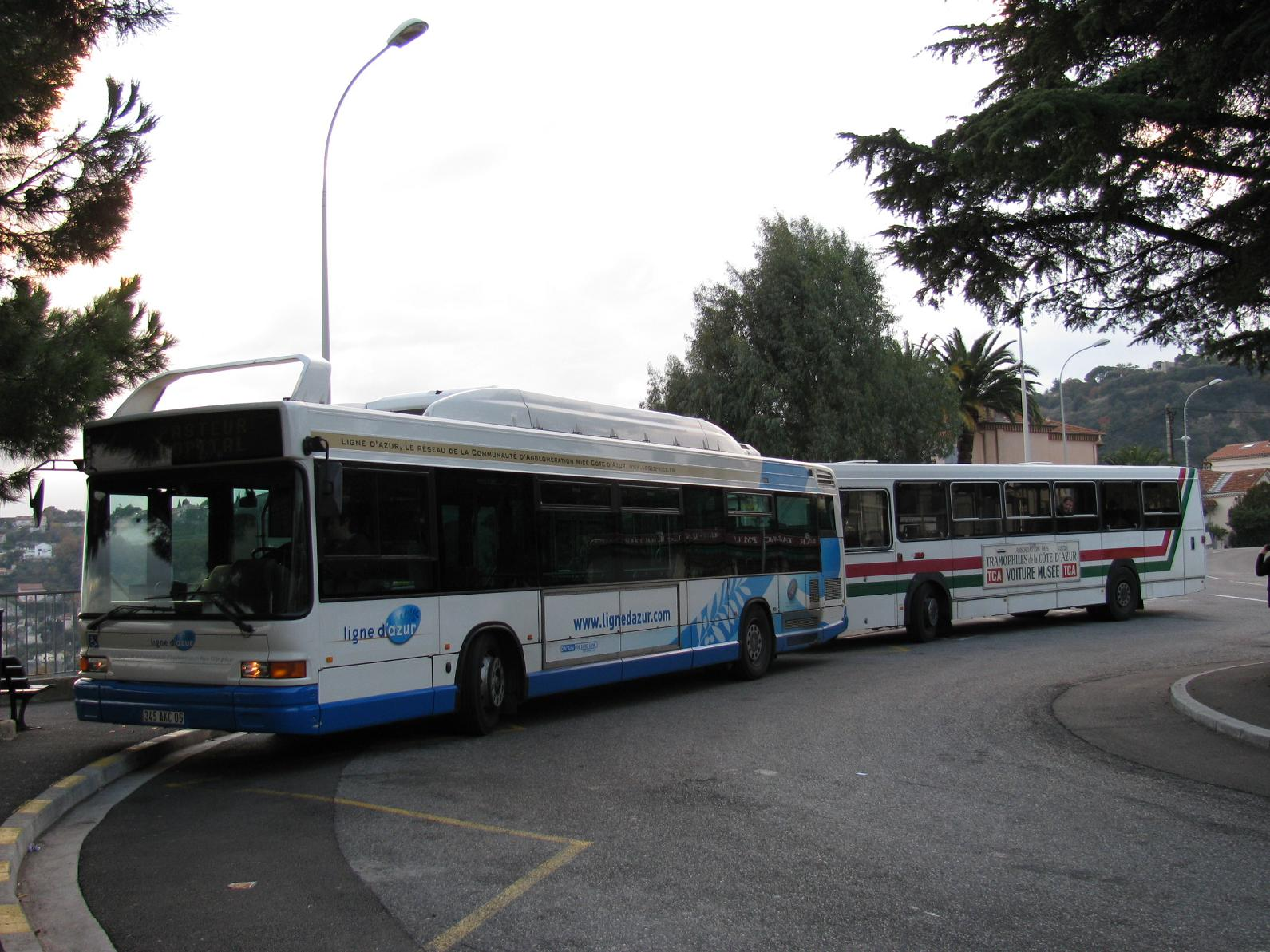
Heuliez GX 217 propulsado por GNC
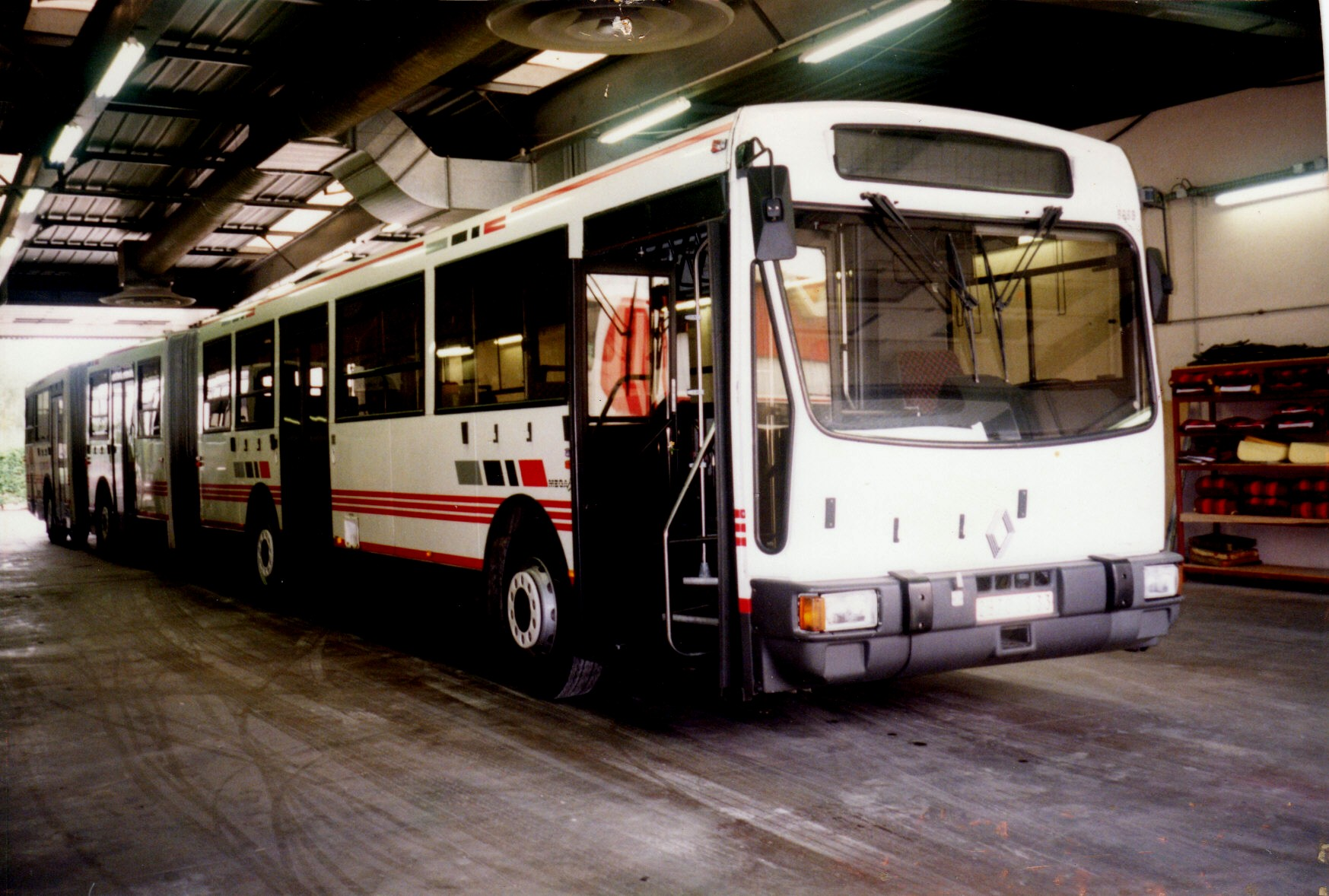
Heuliez GX 237 (Renault PR180.2)
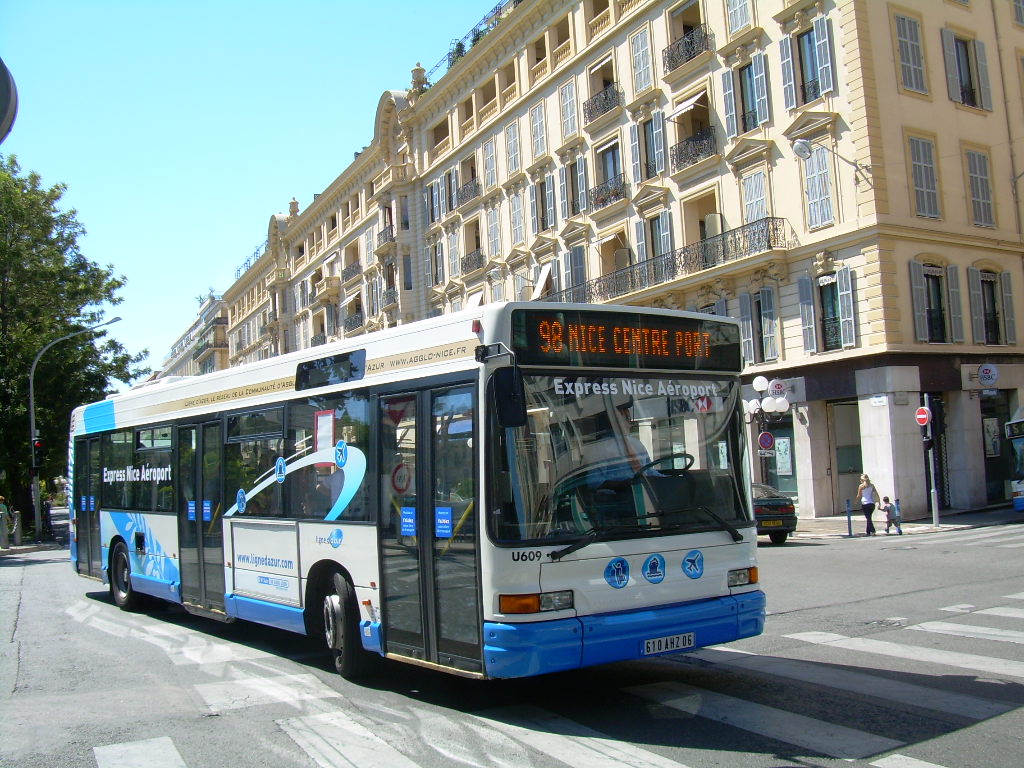
Heuliez GX 317
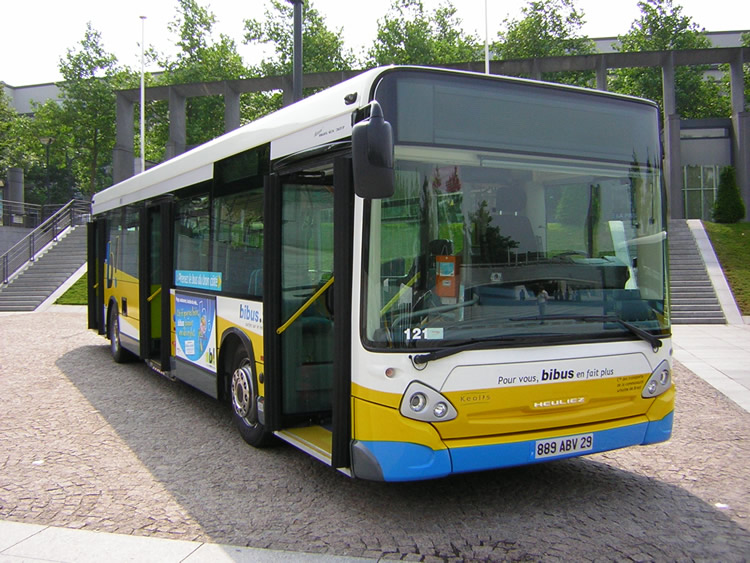
Heuliez GX 327
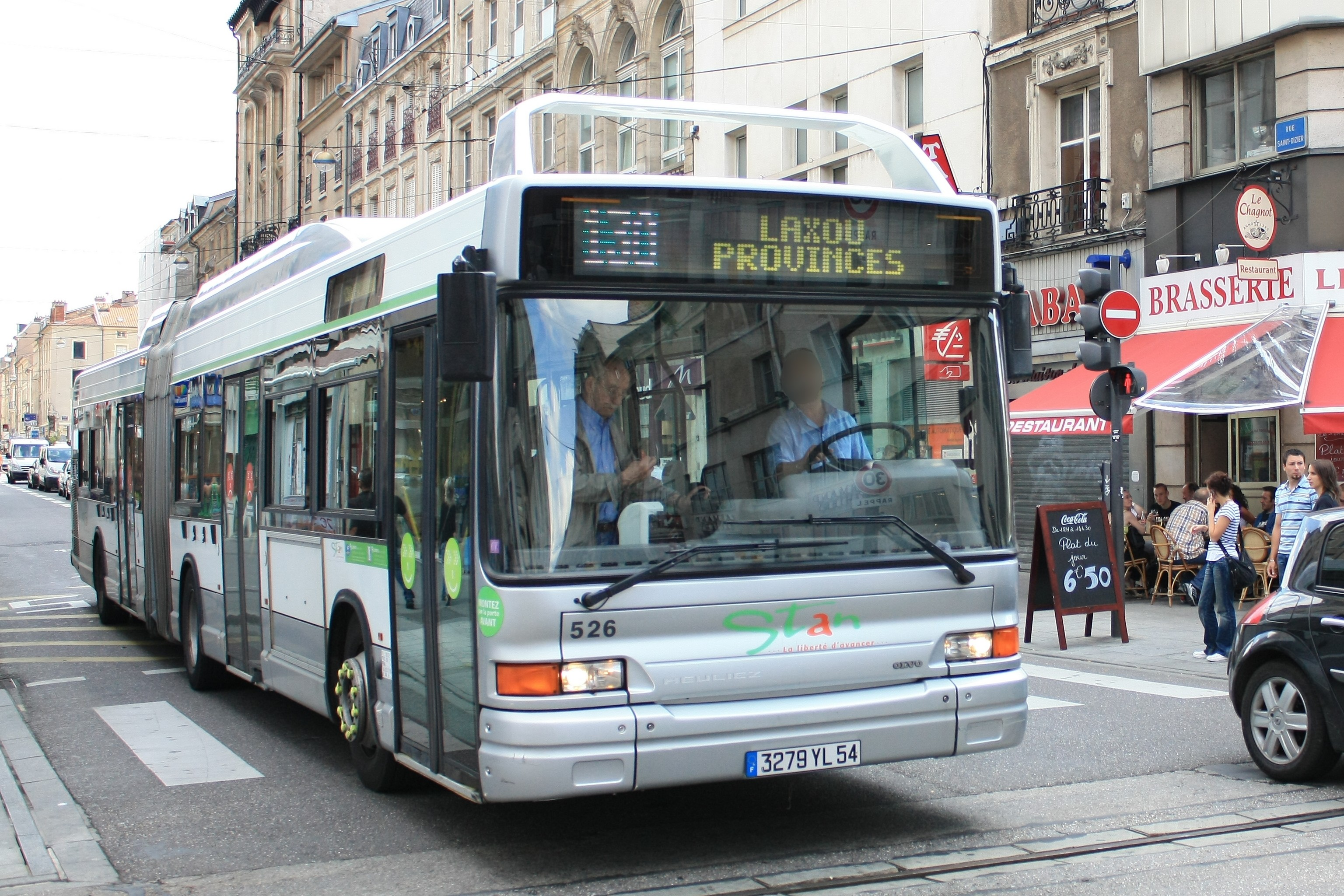
Heuliez GX 417
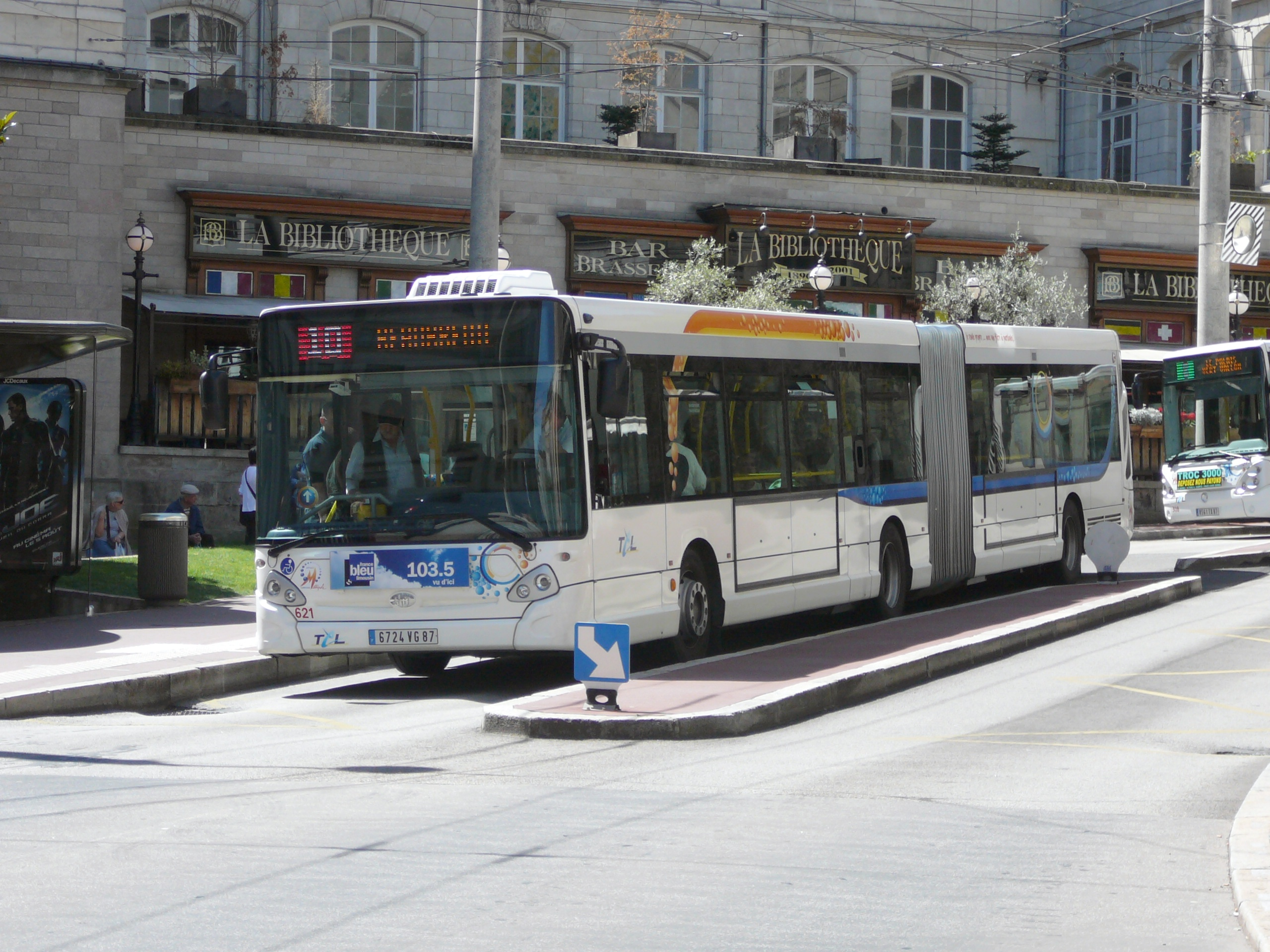
Heuliez GX 427
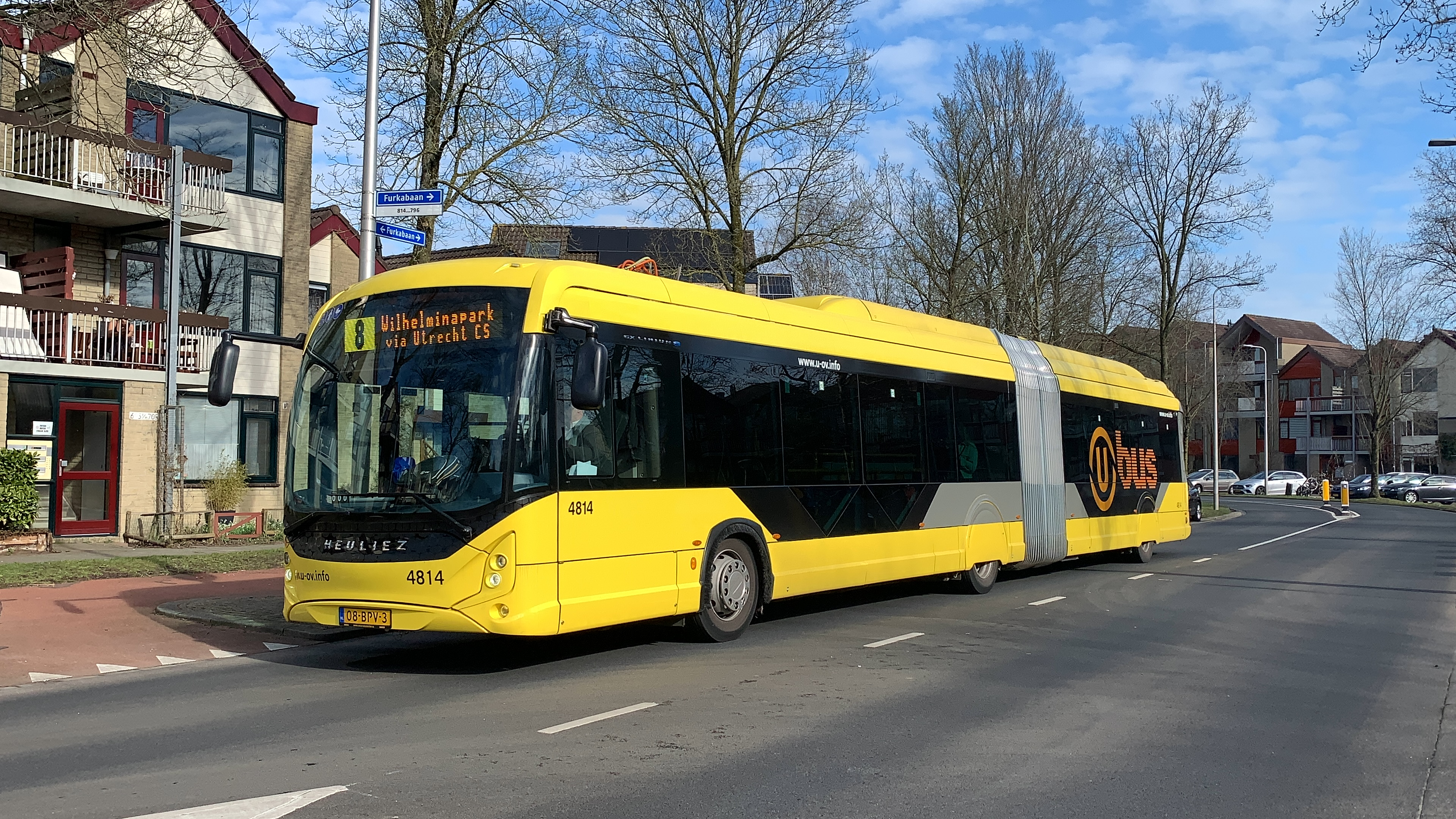
Heuliez GX 437